# ويليام شيرمان

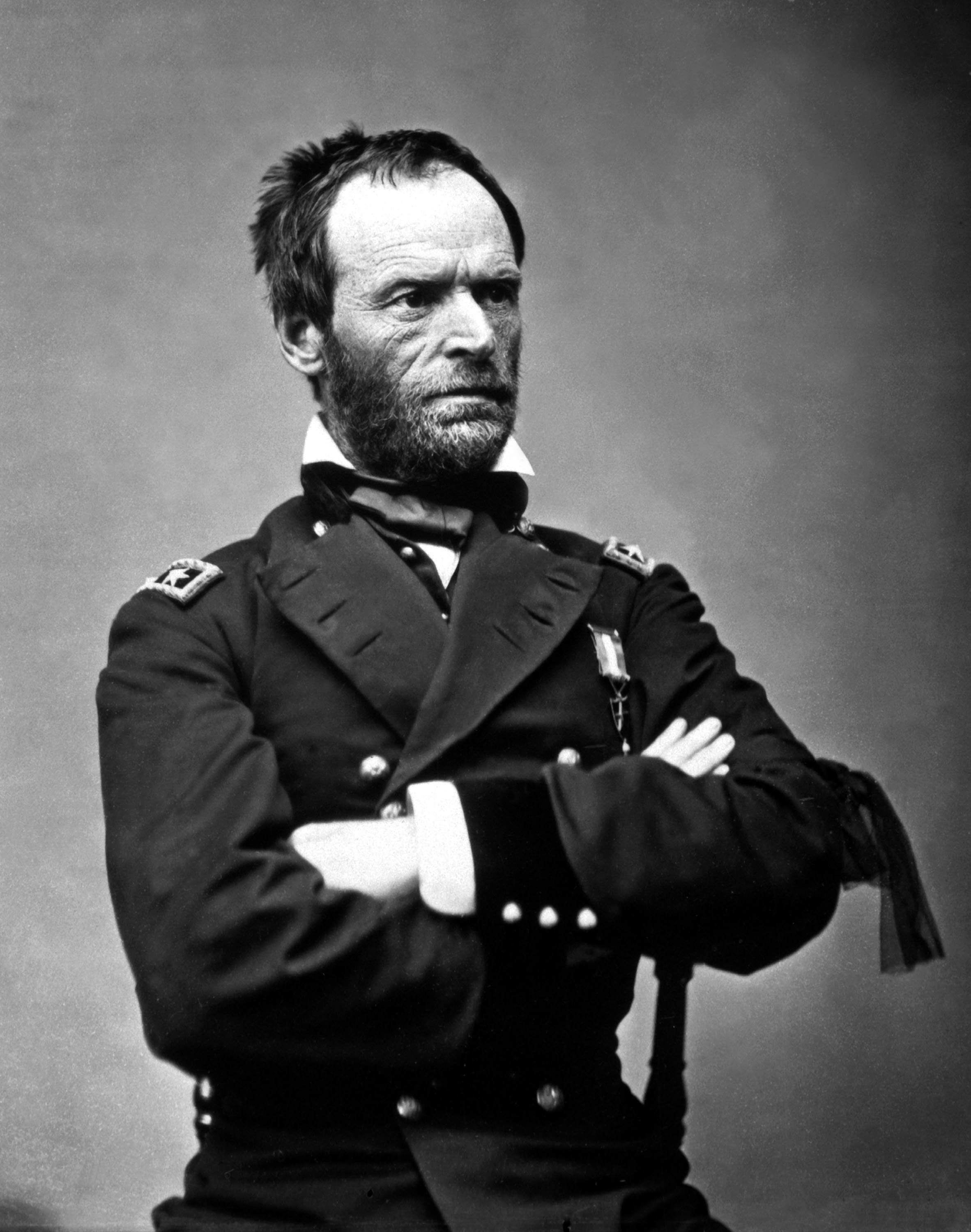
الجنرال ويليام شيرمان

ويليام شيرمان (بالإنجليزية: William Sherman)‏ (ولد 08 فبراير، 1820 - توفي في 14 فبراير، 1891) كان جندي، رجل أعمال، معلم وكاتب أمريكي. وخدم خلال الحرب الأهلية الأمريكية برتبة فريق أول ما بين عامي 1861 و 1865.
ولد شيرمان لدى عائلة سياسية بارزة، تخرج من الأكاديمية العسكرية الأمريكية في عام 1840 وتم تعيينه في كاليفورنيا، تزوج من إيلين ايوينغ شيرمان وسويًّا قاما بتربية ثمانية أبناء. كانا زوجة شيرمان وأبنائه جميعهم من متبعي المذهب الكاثوليكي، فيما كان شيرمان نفسه كاثوليكيًّا مسيحيًّا في بادئ الأمر حتى ارتد عن ذلك فيما بعد. في عام 1859، حاز على منصب الاشراف على أكاديمية لويزيانا العسكرية اللاهوتية، وبحكم عيشه في الجنوب، ترعرع شيرمان على احترام الثقافة الجنوبية الأمريكية والتعاطف مع أهلها فيما يتعلق باستعبادهم للعبيد والزنوج، رغم معارضته لانفصال الولايات الكونفدرالية الأمريكية هذه فيما بعد.
بدأ شيرمان مسيرته الحربية في الحرب الأهلية الأمريكية بخدمته في أوائل معاركها بول رن، وذلك قبل أن يتم نقله للجبهة الغربية. حارب في ولاية كنتاكي عام 1861، وبعد مروره بضغوط نفسية خلال معاركه بها، تم منحه إجازة لآونة وجيزة، ثم عاد للميدان تحت إمرة الجنرال يوليسيس جرانت في شتاء عام 1862 إبان معارك الحصنين هنري ودونسلن. وقبل معركة شيلوه، أمر شيرمان رجاله بالانفصال، وذلك بعد فشله في القيام بالإجراءات الملائمة لردع  الكونفدراليين، مما كان أمرًا مباغتًا لرجاله هؤلاء وفاجأهم. ثم قام فيما بعد بجمع شتات جيشه المنفصل، وأخذ بصد الجيش الكونفدرالي لحيثما كانوا. شارك شيرمان لاحقًا في حصار مدينة كورينث (مسيسيبي) وقاد الفيلق الخامس عشر بحملة فيكزبورغ، مما أسفر عن سقوط معقل الكونفدراليين الواقع هناك تحديدًا في نهر مسيسيبي. وبعد أن تم ترقية الجنرال يولسيس جرانت لقيادة جميع الوحدات العسكرية للجيش بالغرب، تولى شيرمان زمام أمور جيش تينيسي وقاده بحملة تشاتانوغا.  
وفي عام 1864، خلف شيرمان الجنرال جرانت كقائد الجيش بالجبهة الغربية، وسرعان ما وجه قواته نحو أتلاتنا مستوليًّا عليها، وعلى خلفية هذا الانتصار الساحق تمكن أبراهام لينكون من نيل الرئاسة الأمريكية مرة أخرى. وعزم شيرمان على التوجه نحو جورجيا وكلا من كارولينا الشمالية والجونبية، مما أدى إلى إضعاف الولايات الكونفدرالية بعد دمار إمداداتها وإحباط سكانها. قبل فيما بعد استسلام جميع الجيوش الكونفدرالية بكارولينا الشمالية والجنوبية، جورجيا وفلوريدا، وذلك إبان عام 1865 في شهر أبريل. وفيما أخذ الجنوال جرانت بالسعي وراء الرئاسة الأمريكية عام 1869، تمكن شيرمان من أن يحل محله كقائد الجيش العام حتى 1883. وكان مسؤولًا عن انخراط الجيش في الحروب الأمريكية الهندية في السنين الخمس عشرة التي عبقت توليه القيادة، وكان مرتابًا من سياسات الحكومة الفيدرالية بالجنوب فيما يتعلق بشأن عصر إعادة الإعمار. ورفض شيرمان الانخراط بالشؤون السياسية، وفي عام 1875 أصدر مذكراته الشخصية، والتي تعد أفضل المذكرات التي حوت على معلومات عن الحرب الأهلية الأمريكية. ووصف المؤرخ العسكري البريطاني ليدل هارت شيرمان بكونه “أول جنرال عصري”.

## نشأته
وُلد شيرمان في عام 1820 في لانكستر، أوهايو، بالقرب من ضفاف نهر هوكينغ. توفي والده، تشارلز روبرت شيرمان، وهو محامٍ ناجح عمل في محكمة أوهايو العليا، بشكل غير متوقع في عام 1829. ترك أرملته، ماريت هويت شيرمان، مع أحد عشر طفلًا ومن دون ميراث. بعد وفاة والده، تربّى شيرمان البالغ من العمر تسع سنوات على يد جارٍ وصديق للعائلة في لانكستر، المحامي توماس إيوينغ الأب، وهو عضو بارز في حزب اليمين شغل منصب عضو في مجلس الشيوخ عن ولاية أوهايو وهو أول وزير للداخلية. ارتبط شيرمان بقرابة بعيدة بالأب المؤسس الأمريكي روجر شيرمان، وكبر ليصبح معجبًا به. 
أصبح شقيق شيرمان الأكبر تشارلز تايلور شيرمان قاضيًا فيدراليًا. شغل أحد أشقائه الأصغر سنًا، جون شيرمان، منصب سناتور أمريكي وأمين مجلس الوزراء. كان أخوه الآخر الأصغر سنًا هويت شيرمان مصرفيًا ناجحًا. خدم اثنان من إخوته بالحضانة بمنصب لواء في جيش الاتحاد خلال الحرب الأهلية: هيو بويل إوينغ، سفير ومؤلف لاحقًا، وتوماس إوينغ جونيور، الذي عمل محامي دفاع في المحاكمات العسكرية للمتآمرين في اغتيال لنكولن. تزوّج شيرمان من أخته بالحضانة، إيلين بويل إوينغ، في سن الثلاثين وأنجب منها ثمانية أطفال.

## أسماء شيرمان الشخصية
جذب اسم شيرمان الغريب اهتمامًا كبيرًا. أفاد شيرمان أن اسمه الأوسط يعود إلى والده الذي «كان معجبًا بزعيم قبيلة شاوني العظيم، 'تيكومسيه'». في رواية وردت في سيرة لعام 1932 عن شيرمان تقول إنه عندما كان طفلًا أُطلق عليه اسم تيكومسيه ببساطة. وفقًا لهذه الروايات، لم يحصل شيرمان على اسم «ويليام» إلا في سن التاسعة أو العاشرة، بعد انتقاله إلى أسرة إوينغ. كانت والدته بالحضانة، ماريا ويليس بويل (ماريا إوينغ)، من أصل أيرلندي وكاثوليكية رومانية متدينة. نشأ شيرمان في أسرة كاثوليكية رومانية، رغم أنه غادر الكنيسة في وقت لاحق، مستشهدًا بتأثير الحرب الأهلية على آرائه الدينية. وفقًا لقصة قد تكون أسطورة، عمّد قس دومينيكي شيرمان في منزل إيوينغ، وأطلق عليه اسم ويليام تيمّنًا بيوم القديس: ربما في 25 يونيو، يوم عيد القديس ويليام من مونتيفيرجين. لكن القصة متنازع عليها. كتب شيرمان في مذكراته أن والده أطلق عليه اسم ويليام تيكومسيه؛ عمّد كاهن مشيخي شيرمان عندما كان طفلًا رضيعًا وأطلق عليه اسم ويليام في ذلك الوقت. كشخص بالغ، وقّع شيرمان جميع مراسلاته -حتى تلك التي أرسلها إلى زوجته- باسم «دبليو. تي. شيرمان». وكان أصدقاؤه وعائلته يطلقون عليه دائمًا اسم «كومب». 

## التدريب والخدمة العسكرية
تدبّر السناتور إيوينغ مكانًا لشيرمان البالغ من العمر 16 عامًا كتلميذ عسكري في الأكاديمية العسكرية الأمريكية في ويست بوينت، حيث عاش وأصبح صديقًا حميمًا لجورج هنري توماس الذي غدا في المستقبل جنرالًا مهمًا في الحرب الأهلية. رغم تفوّق شيرمان هناك أكاديميًا، تعامل مع نظام النقائص بلا مبالاة. يستحضر التلميذ العسكري وليام روسكرانس في وقت لاحق أن زميله شيرمان في ويست بوينت كان «واحدًا من ألمع الزملاء وأكثرهم شعبية» وهو «شخص بعينين مشرقتين وشعر أحمر، وكان متحضّرًا دائمًا لجميع أنواع المزاح». لم يذكر شيرمان في مذكراته عن الفترة التي قضاها في ويست بوينت سوى التالي:
«في الأكاديمية، لم أُعتبر جنديًا جيدًا، لأنه لم يتم اختياري لأي منصب في أي وقت من الأوقات، لقد بقيت جنديًا طوال السنوات الأربع كلها. في ذلك الوقت، كما هو الحال الآن، كان الترتيب في اللباس والشكل، والتقيّد الصارم بالقواعد، هي المؤهلات المطلوبة لشغل المنصب، وأعتقد أنني لم أتفوّق في أيٍّ منها. في الدراسة، حظيت دائمًا بسمعة طيبة لدى الأساتذة، وصُنّفت بشكل عام من بين أفضل الطلاب، ولا سيما في الرسم والكيمياء والرياضيات والفلسفة الطبيعية. كان معدل نقائصي في السنة، نحو مئة وخمسين، ما قلّل من ترتيبي النهائي من رقم أربعة إلى ستة.»
بعد التخرج في عام 1840، التحق شيرمان بالجيش برتبة ملازم ثانٍ في مدفعية الولايات المتحدة الثالثة وشهد القتال في فلوريدا في حرب السيمينول الثانية ضد قبيلة السيمينول. تمركز في وقت لاحق في جورجيا وكارولينا الجنوبية. كونه تربّى على يد سياسي بارز في حزب اليمين، تنقّل الملازم الشهير شيرمان في تشارلستون داخل الدوائر العليا لمجتمع الجنوب القديم. 
بينما شهد العديد من زملائه القتال في الحرب المكسيكية الأمريكية، كُلّف شيرمان بواجبات إدارية في إقليم كاليفورنيا الذي تم الاستيلاء عليه. انطلق شيرمان، مع زميليه الملازمَين هنري هاليك وإدوارد أورد، من نيويورك في رحلة استغرقت 198 يومًا حول كيب هورن على متن السفينة الشراعية المحولة يو إس إس ليكسينغتون. خلال تلك الرحلة، تقرّب شيرمان من هاليك وأورد، ويذكر في مذكراته نزهة طويلة سيرًا على الأقدام مع هاليك إلى قمة كوركوفادو المطلة على ريو دي جانيرو في البرازيل، المعروفة بأنها المكان المستقبلي لتمثال المسيح الفادي. وصل شيرمان وأورد إلى بلدة يربا بوينا، في كاليفورنيا، قبل يومين من تغيير اسمها إلى سان فرانسيسكو. في عام 1848، رافق شيرمان الحاكم العسكري لكاليفورنيا، الكولونيل ريتشارد بارنز ماسون، في عملية التنقيب التي أكدت رسميًا اكتشاف الذهب في المنطقة، وبالتالي انتشرت حمى الذهب في كاليفورنيا. ساعد شيرمان، جنبًا إلى جنب مع أورد، في مسوحات الأقسام الفرعية للمدينة التي ستصبح ساكرامنتو.
حصل شيرمان على ترقية فخرية برتبة نقيب لـ «خدمته الجديرة بالتقدير»، لكن قلة مهامه القتالية أحبطته وربما ساهمت في اتخاذ قراره بالاستقالة من منصبه. أصبح في نهاية المطاف أحد الضباط رفيعي المستوى القلائل خلال الحرب الأهلية الذين لم يقاتلوا في المكسيك.

## معرض صور

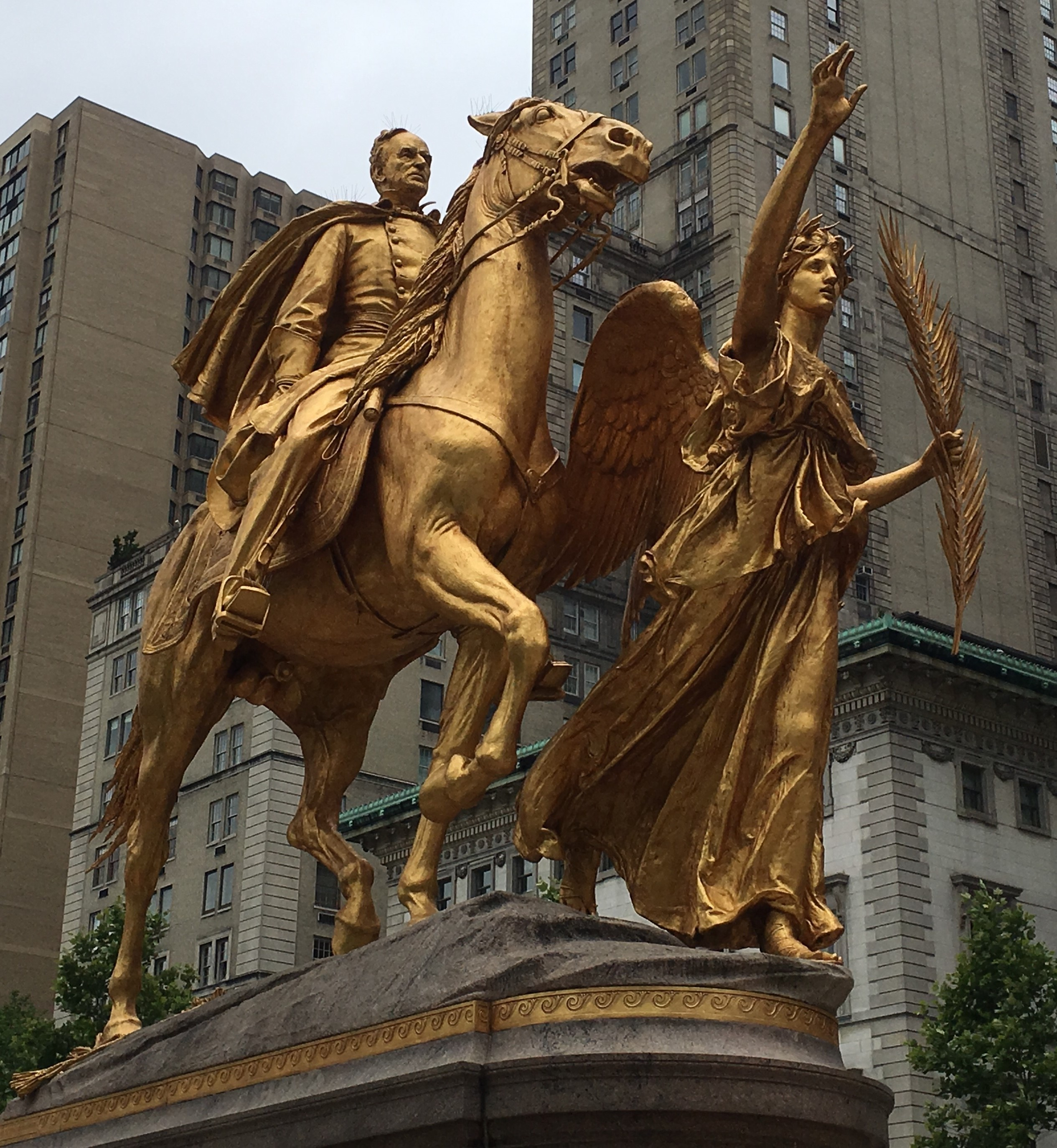
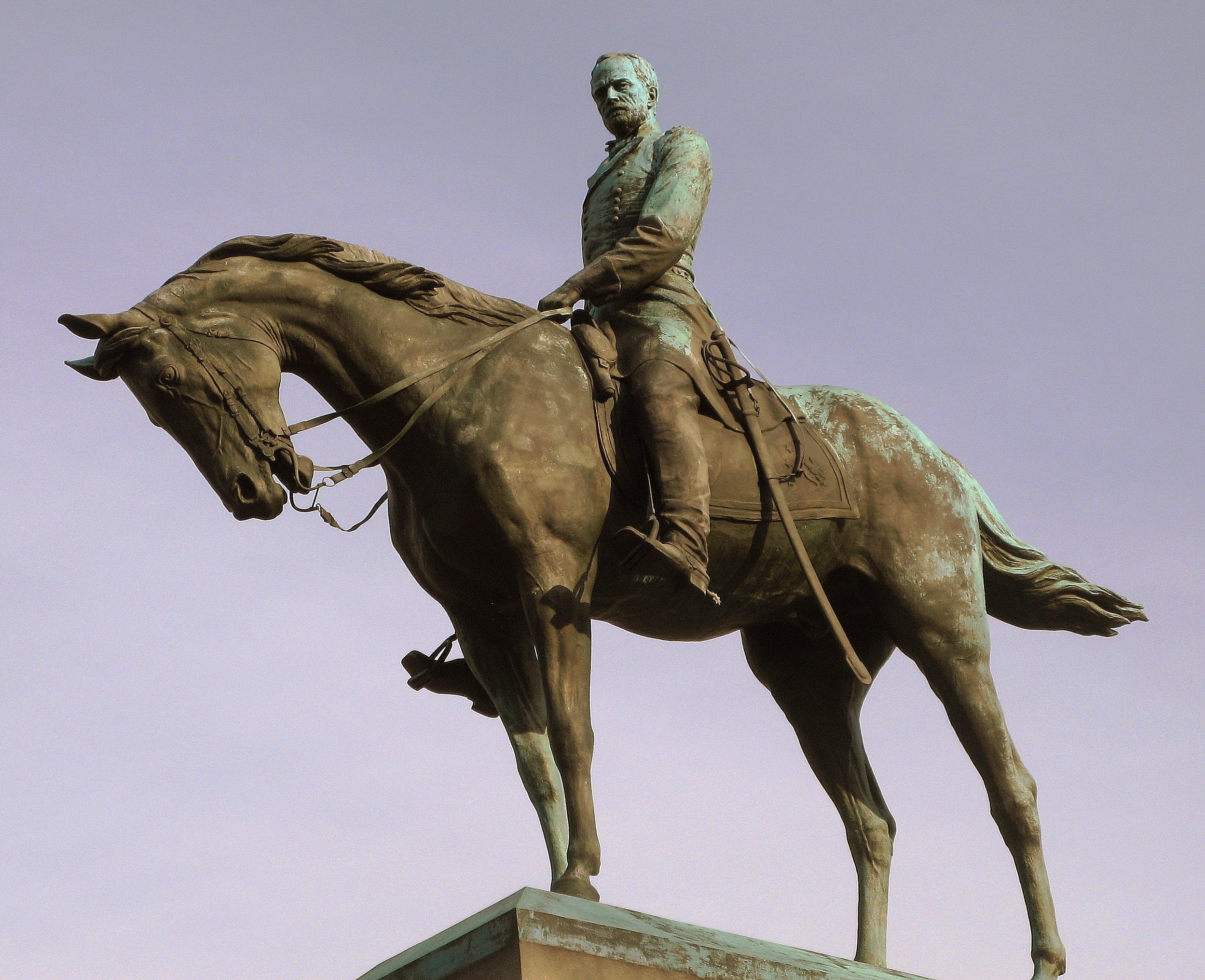
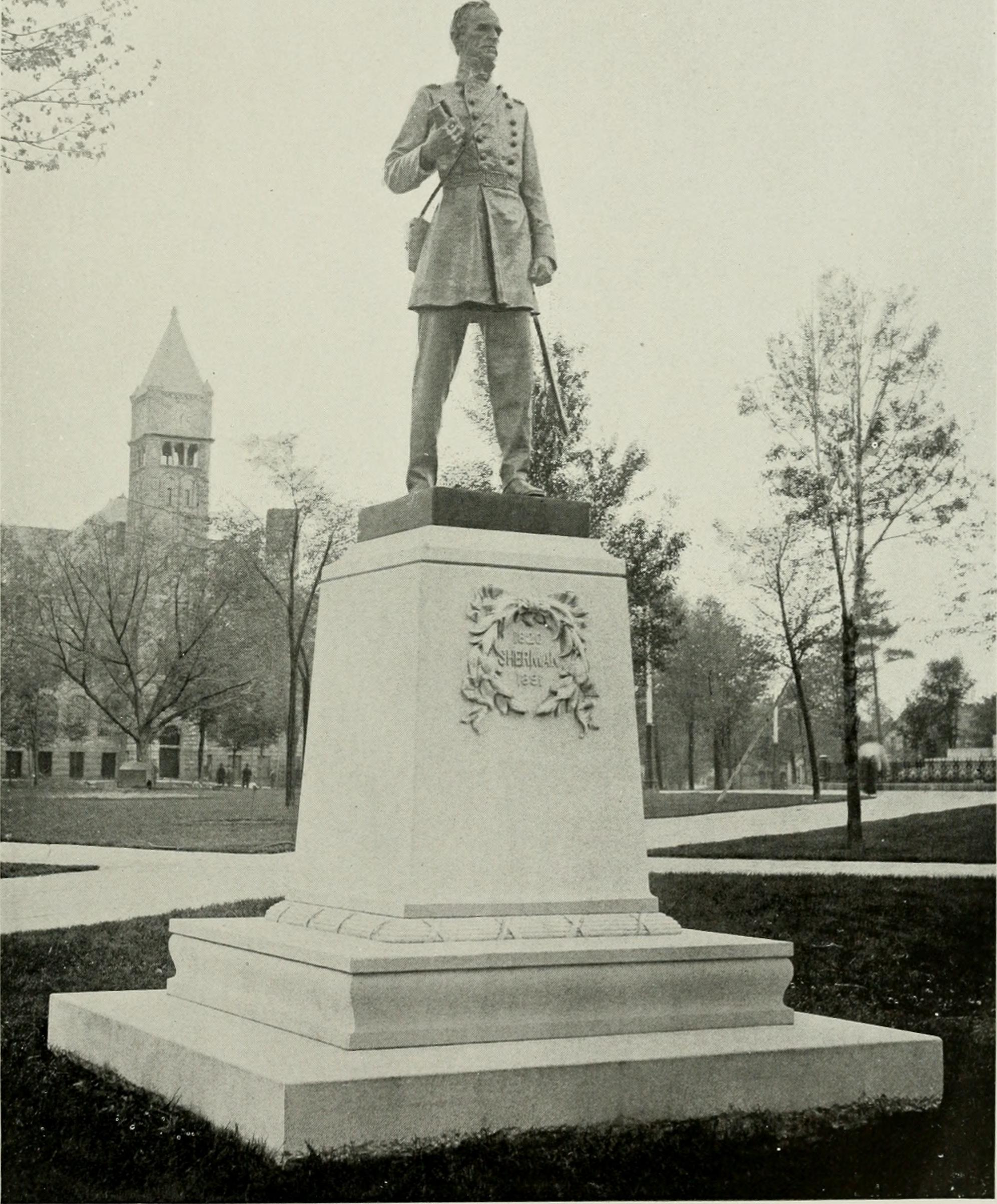

## روابط خارجية
- ويليام شيرمان على موقع الموسوعة البريطانية (الإنجليزية)
- ويليام شيرمان على موقع إن إن دي بي (الإنجليزية)